# Чертенков Іван Матвійович
Іван Матвійович Чертенков (1912–1943) — червоноармієць Робітничо-селянської Червоної Армії, учасник німецько-радянської війни, Герой Радянського Союзу (1943).

## Біографія
Іван Чертенков народився в 1912 році в селі Рождєствєнка (нині — Тимський район Курської області). Отримав неповну середню освіту. У віці 18 років залишився без батьків, утримував чотирьох сестер. З 1936 року проживав в Улан-Уде, працював на будівництві будівлі педагогічного інституту, потім перонним контролером на залізничній станції. У січні 1942 року Чертенко був призваний на службу в Робітничо-селянську Червону Армію. Починав службу в Амурській військовій флотилії. З 1943 року — на фронтах німецько-радянської війни, був стрільцем 78-го стрілецького полку 25-ї гвардійської стрілецької дивізії 6 -й армії Південно-Західного фронту.
2 березня 1943 року Чертенков у складі свого взводу, яким командував лейтенант Широнін, брав участь у відбитті контратак німецьких танкових і піхотних частин біля залізничного переїзду на південній околиці села Таранівка Зміївского району Харківської області Української РСР. У тому бою він знищив 1 танк і кілька ворожих солдатів і офіцерів, але й сам загинув.
Указом Президіума Верховної Ради СРСР від 18 травня 1943 року за «зразкове виконання бойових завдань командування на фронті боротьби з німецькими загарбниками і проявлені при цьому мужність і героїзм» гвардії червоноармієць Іван Чертенков посмертно був удостоєний високого звання Героя Радянського Союзу. Також посмертно був нагороджений орденом Леніна
Похований в братській могилі в селі Таранівка Зміївского району Харківської області.

## Пам'ять
На честь Чертенкова названа вулиця в Улан-Уде.